# Dmitrij Szmidt
Dmitrij Arkadjewicz Szmidt, właśc. Dawid Aronowicz Gutman (ros. Дмитрий Аркадьевич Шмидт (Давид Аронович Гутман), ur. 7 grudnia?/19 grudnia 1896 w Pryłukach, zm. 20 czerwca 1937 w Moskwie) – radziecki wojskowy, komdiw.

## Życiorys
Uczył się w domu. Pracował jako ślusarz i mechanik, był zaangażowany w działalność rewolucyjną, za którą został aresztowany i osadzony w więzieniu w Mikołajowie. W styczniu 1915 został powołany do rosyjskiej armii, brał udział w I wojnie światowej. Za zasługi bojowe otrzymał cztery Krzyże Gieorgijewskie. Był trzykrotnie ranny w walkach. Po rewolucji lutowej 1917 prowadził bolszewicką propagandę wśród żołnierzy, później pomagał w tworzeniu oddziałów Czerwonej Gwardii. Kierował bolszewicką frakcją w komitecie 164 Dywizji Piechoty 12 Korpusu 7 Armii Frontu Południowo-Zachodniego. Służbę w rosyjskiej armii zakończył w stopniu porucznika i jako p.o. dowódcy batalionu. W 1918 ochotniczo wstąpił do Armii Czerwonej, walczył w wojnie domowej, był komendantem Pryłuków, dowódcą czerwonego oddziału partyzanckiego, dowódcą pułku i dowódcą brygady. W maju 1921 objął funkcję szefa sztabu 17 Dywizji Kawalerii, w 1923 skończył wyższe kursy akademickie przy Wojskowej Akademii Armii Czerwonej i w sierpniu 1924 został naczelnikiem Ukraińskiej Szkoły Kawalerii, od sierpnia 1926 do maja 1927 dowodził 7 Samarską Dywizją Kawalerii, po czym został naczelnikiem Północno-Kaukaskiej Szkoły Kawalerii Narodowości Górskich. W maju 1930 został zastępcą szefa sztabu Północnokaukaskiego Okręgu Wojskowego, 1931-1933 był słuchaczem Akademii Wojskowej im. Frunzego, po czym został dowódcą i komisarzem 2 Samodzielnej Brygady Zmechanizowanej, a w lutym 1934 dowódcą i komisarzem 8 Samodzielnej Brygady Zmechanizowanej. Był dwukrotnie odznaczony Orderem Czerwonego Sztandaru (w 1920 i 1921). Należał do RKP(b)/WKP(b). W 1935 otrzymał stopień komdiwa.
2 sierpnia 1936 został aresztowany, 19 czerwca 1937 skazany na śmierć przez Wojskowe Kolegium Sądu Najwyższego ZSRR pod zarzutem kontrrewolucyjnej działalności organizacyjnej, przygotowywania zbrojnego powstania i dokonywania aktów terroru i następnego dnia rozstrzelany. Jego prochy pochowano na Cmentarzu Dońskim. 6 lipca 1957 pośmiertnie go zrehabilitowano.